# Rubik's Revolution

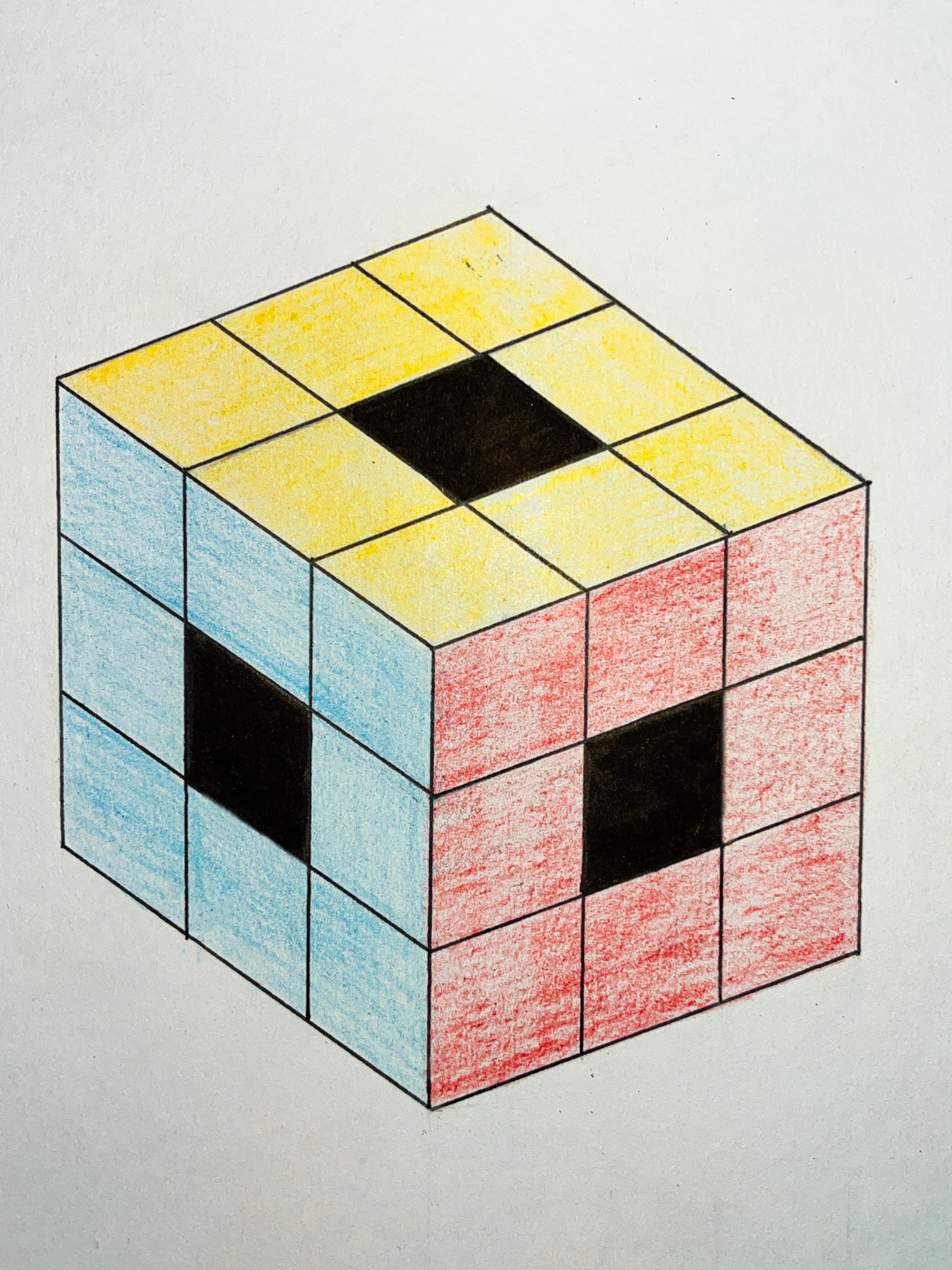
Cubo Rubick eletrônico

Rubik's Revolution é um cubo eletrônico criado pela Techno Source. Fisicamente ele se parece com o Cubo de Rubik, mas são jogos completamente diferentes. Todas as partes do Rubik's Revolution são fixas e no centro de cada face há um botão de cada cor. Cada cor define um jogo. Há também uma voz que orienta, todo o tempo. Exige lógica, concentração e agilidade do participante.

## Velocidade da Luz
Este modo é para somente um jogador. O cubo vai acendendo uma luz de cada vez e o objetivo do participante é apertar mais luzes no menor tempo, com o progresso o tempo para apertar a luz correta diminui. O jogo acaba quando o jogador aperta a luz errada.

## Carga Rápida
Este modo é para somente um jogador. As luzes vão acendendo aleatoriamente, seu objetivo é "recarregar" a luz apertando a luz que estiver descarregando. A voz que orienta o jogador, avisa qual a cor que está descarregada. O jogo acaba quando o jogador não consegue "carregar" alguma luz ou quando ele consegue carregar todas as luzes.

## Sequência de Pânico
Este modo é para somente um jogador.O objetivo deste modo é repetir a sequência que a voz lhe dá. A sequência é crescente e acumulativa. O jogo acaba quando o jogador erra a sequência ou quando zera o modo.

## Vença o Cubo
Este modo é para somente um jogador. Vários botões acendem aleatoriamente. O jogador tem trinta segundos para pressionar os  botões acessos. Avisos de tempo são dadas em 30, 25, 20, 15, 10, 5, 4, 3, 2 e 1 segundo. Após o tempo se esgote, a precisão do jogador é atribuída uma classificação percentual. Se você conseguir mais de 60% você passa para o próximo nível.Quanto maior o nível, mais rápido as luzes acendem e apagam.

## Loucura múltipla
Este modo é para até seis jogadores. É uma versão da Velocidade da Luz para mais jogadores. O último jogador que sobrar vence.

## Decifre o Código
Este modo é para somente um jogador. O objetivo do jogador é descobrir a sequência que o cubo quer.